# Château-Landon (metropolitana di Parigi)
Château-Landon è una stazione della metropolitana di Parigi sulla linea 7 situata nel X arrondissement di Parigi.

## La stazione
La stazione è stata inaugurata nel 1910.

### Progetti
In futuro la stazione potrebbe essere raggiunta dalla linea 15 (la linea risultante dalla fusione delle linee 3 bis e 7 bis).

### Accessi
A parte il collegamento alla Gare de l'Est, la stazione ha un unico accesso:
- 188, rue du Faubourg-Saint-Martin

A pochi metri da questa uscita, fino agli anni 90, c'era un secondo accesso ora chiuso.

## Corrispondenze
- Bus RATP: 46.
- Noctilien: N13, N41, N42, N45.